# オッフィダ
オッフィダ（伊: Offida）は、イタリア共和国マルケ州アスコリ・ピチェーノ県にある、人口約4,700人の基礎自治体（コムーネ）。

## 地理

### 位置・広がり
アスコリ・ピチェーノ県のコムーネ。県都アスコリ・ピチェーノから北東へ14kmの距離にある。

#### 隣接コムーネ
隣接するコムーネは以下の通り。
- アックアヴィーヴァ・ピチェーナ
- アッピニャーノ・デル・トロント
- カステル・ディ・ラーマ
- カスティニャーノ
- カストラーノ
- コッシニャーノ
- モンサンポーロ・デル・トロント
- リパトランソーネ
- スピネートリ

### 気候分類・地震分類
オッフィダにおけるイタリアの気候分類 (it) および度日は、zona D, 1981 GGである。
また、イタリアの地震リスク階級 (it) では、zona 2 (sismicità media) に分類される。

## 行政

### 分離集落
オッフィダには、以下の分離集落（フラツィオーネ）がある。
- Borgo Miriam, Santa Maria Goretti

## 文化・観光
「イタリアの最も美しい村」クラブ加盟コムーネである。